# Beta Piscis Austrini
Beta Piscis Austrini (β PsA / 17 Piscis Austrini / HD 213398) es una estrella de magnitud aparente +4,29. Pese a su denominación de Bayer «Beta» es solo la cuarta estrella más brillante en la constelación de Piscis Austrinus, después de Fomalhaut (α Piscis Austrini), ε Piscis Austrini y δ Piscis Austrini.
Junto a esta última y ζ Piscis Austrini, era conocida en China como Tien Kang, «la cuerda celestial».
Beta Piscis Austrini es una estrella blanca de la secuencia principal de tipo espectral A0V.
Situada a 142 años luz del sistema solar, tiene una luminosidad 33 veces mayor que la del Sol.
Su radio es el doble que el radio solar y con una velocidad de rotación de al menos 36 km/s —otra fuente proporciona un valor de 30 km/s—, completa una vuelta sobre sí misma en menos de tres días.
Su masa es 2,3 veces mayor que la masa solar y tiene una edad aproximada de 170 millones de años.
Visualmente a poco más 30 segundos de arco de Beta Piscis Austrini se observa una estrella de magnitud +7,04. De tipo espectral G1V, está catalogada como estrella pre-secuencia principal; la variación de su posición respecto a Beta Piscis Austrini en los últimos 180 años hace pensar que no forma un verdadero sistema binario con ella, siendo solo una doble óptica (dos estrellas en la misma línea de visión pero a distancias muy diferentes).